# Phyllodromica pygmaea
Phyllodromica pygmaea är en kackerlacksart som först beskrevs av Bei-Bienko 1932.  Phyllodromica pygmaea ingår i släktet Phyllodromica och familjen småkackerlackor. Inga underarter finns listade i Catalogue of Life.